# Kondensationspartikelzähler
Ein Kondensationspartikelzähler oder Kondensationskernzähler (englisch Condensation Particle Counter, kurz CPC, oder englisch Condensation Nucleus Counter, kurz CNC) ist ein optisches Messgerät, mit dem kleine Partikel in der Atmosphäre (Aerosole), mit Größen von wenigen Nanometern bis Mikrometern, erfasst werden können. Die physikalischen Prinzipien, die dem Messverfahren zugrunde liegen, sind die Streulichtmessung und der Umstand, dass in einer Atmosphäre mit übersättigtem Dampf Partikel als Kondensationskerne wirken können. Um eine Kondensation zu ermöglichen, werden die für die optische Erfassung zu kleinen Partikel durch heterogene Kondensation, von beispielsweise n-Butanol oder Wasser an ihre Oberfläche, vergrößert. Im Gegensatz zu fraktionierenden Verfahren zählt die Partikelmessung mit dem Kondensationspartikelzähler zu den integrierenden Verfahren.

## Aufbau und Funktionsweise
Der CPC besteht aus einem Sättiger, einem Kondensor und einer Laser-Optik zur Erfassung der Partikel.

### Sättiger
Im Sättiger wird das Aerosol, bestehend aus Partikeln und Trägergas (Umgebungsluft), mit dem Dampf der verwendeten Flüssigkeit gesättigt. Der Luftstrom wird über einen nassen Schwamm geleitet, der sich in einem Gehäuse (Sättigerblock) befindet und eine erhöhte Temperatur besitzt. Im Mollier-h-x-Diagramm kann nachvollzogen werden, wie viel Flüssigkeitsdampf die Luft bei welcher Temperatur aufnehmen kann. Prinzipiell gilt, dass mit steigender Temperatur mehr Dampf von einem Gas aufgenommen werden kann. Die weiteste Verbreitung als Verdampfungsflüssigkeit haben Alkohole, wie z. B. n-Butanol oder Isopropanol.

### Kondensor
Im Kondensor herrscht eine wesentlich geringere Temperatur als im Sättiger. Der gesättigte Luftstrom wird im Kondensor abgekühlt. Die Kühlung erfolgt in der Regel durch externe Kühlung. Durch die Kühlung sinkt die Menge der Flüssigkeit, die von der Luft aufgenommen werden kann. Man spricht jetzt von übersättigter Luft. Die Flüssigkeit, die von der Luft nicht mehr aufgenommen werden kann, kondensiert auf die Oberfläche der Partikel, und bildet um diese eine Hülle. Durch den größeren Durchmesser ist es nun möglich, die Partikel in einer Optik zu erfassen. Von Bedeutung für die Funktion des Kondensors ist das Verhältnis von Geschwindigkeit des Stofftransports zur Geschwindigkeit des Wärmetransports.
Eine alternative Bauform des CPC kommt ohne externe Kühlung aus, indem das zu beprobende Aerosol in einer Mischdüse mit einem warmen, dampfgesättigten, aber partikelfreien Dampfstrom gemischt wird. Die Mischung führt zu einer Übersättigung des Gases.
Allen Verfahren ist gemein, dass im Idealfall eine sprunghafte Übersättigung zur Entstehung eines monodispersen Aerosols führt. Im Realfall ist mit einer Größenverteilung zu rechnen.

### Laser-Optik
Ein Laserstrahl wird an einer Blende, hinter der sich ein Detektor befindet, reflektiert. Wenn ein genügend großes Partikel den Laserstrahl durchquert, entsteht ein Streulicht, das vom Detektor hinter der Blende registriert wird. Anzahl und Stärke der so erfassten Ereignisse sind ein Maß für die Zahl der Partikel im Bereich des Laserstrahls. Die Partikelzählung erfolgt mittels Impulszählung.

## Anwendungsbereiche
Mittels Kondensationspartikelzähler lässt sich je nach Ausführungsform ein Größenbereich von ca. 5 µm bis hinunter zu 3 nm abdecken. Der Messbereich hängt davon ab, welche kleinste Partikel noch zu Kondensationswachstum angeregt werden können und welche Partikel verlustfrei in das Messvolumen gelangen.
CPCs werden eingesetzt, um die Konzentration sehr kleiner Partikel in der Luft zu erfassen, die u. a. in zwei Bereichen besondere Bedeutung besitzen:
- In der Medizin: Durch ihre geringe Größe sind die messbaren Partikel lungengängig und dringen bis in die Lungenbläschen vor, wo sie Erkrankungen der Atemwege auslösen können. Kondensationspartikelzähler können hierbei als sogenannte personengebundene Monitore eingesetzt werden.[5]
- In der Umweltphysik und Atmosphärenchemie: Aerosolpartikel besitzen einen erheblichen Einfluss auf Wetter und Klima. In der Atmosphäre lagert sich Wasser auf den Partikeln ab und es kommt zur Wolkenbildung. Außerdem wird das Klima durch die Eigenschaft der Partikel, Strahlung zu absorbieren und zum Teil wieder in den Weltraum abzugeben, beeinflusst. Dieser Effekt wird als Kühlhauseffekt bezeichnet.

Weitere Einsatzmöglichkeiten eines CPC liegen im Bereich von Filtertests und bei der Qualitätskontrolle von Prüfaerosolen.
Wird ein CPC mit einem differentiellen Mobilitätsanalysator (DMA) gekoppelt, so erhält man ein Messgerät zur Bestimmung der Partikelgrößenverteilung eines Aerosols, welches als Scanning Mobility Particle Sizer bezeichnet wird (SMPS).
Ein Nachteil des CPC ist, dass Informationen über die ursprüngliche Partikelgröße durch den Kondensationsvorgang verloren gehen. Darüber hinaus kann bei einer zu hohen Anzahlkonzentration an Partikeln die verfügbare Menge an Dampf zu gering sein, sodass zu kleine Partikel nicht gezählt werden können.